# Empiryczna definicja osoby
Empiryczna definicja osoby – w bioetyce definicja osoby moralnej opierająca się na pochodzących z intuicji wyróżnikach, bez odwoływania się do filozofii.

## Tło
Empiryczna definicja osoby moralnej stanowi jeden z dwóch sposobów określenia tejże osoby, a więc człowieka w sensie normatywnym, tego, któremu przysługują prawa człowieka, co nie musi pokrywać się z przynależnością do gatunku Homo sapiens. Drugi sposób obejmuje kryterialną, czyli filozoficzną definicję osoby.
Potrzeba zbudowania takiej definicji wynika z dyskusji nad początkami życia ludzkiego, między innymi w kontekście aborcji. W celu zdecydowania o przyznaniu bądź nie płodom ludzkim praw człowieka tworzy się różnorakie kryteria człowieczeństwa, które podlegają następnie obszernej krytyce. Okazuje się, że wybór konkretnego kryterium zależy od uprzedniego stwierdzenia, czym jest właściwie osoba moralna, a same kryteria człowieczeństwa okazują się mało przydatne.
Wobec tego etycy wyznający powyższy pogląd zaczynają od zbudowania odpowiedniej definicji, przy czym rozpatrują sprawę szeroko, nie ograniczając się jedynie do rozpatrywania organizmów należących do gatunku człowiek rozumny.

## Tworzenie definicji
Tworzenie empirycznej definicji osoby przebiega kilkuetapowo. Zaczyna się on od namysłu nad wyróżnikami osoby moralnej, przy czym za wyróżniki rozumie się tutaj cechy odróżniające pewien rodzaj istot posiadających daną cechę od innych rodzajów istot, cechy branej jako wyróżnik nie posiadających. Poszukując wyróżników definicji empirycznej, nie korzysta się z konceptów filozoficznych osoby, ale raczej z intuicji, z potocznych wyobrażeń o tym, czym (kim) jest osoba moralna, jakie cechy jej przysługuję. Pomimo dopuszczania poglądu, że nie każda osoba musi być człowiekiem w sensie biologicznym, wyróżniki należą do cech przysługujących dorosłemu człowiekowi.
Niekiedy podaje się wyróżniki, spełnienie koniunkcji których nie jest konieczne do uznania rozpatrywanej istoty za osobę moralną, ale w przypadku niespełnienia żadnego z nich implikujące niemożność uznania danej istoty za osobę moralną. Tak jest w przypadku propozycji M.A. Warren. Przykładowe wyróżniki obejmują tutaj świadomość przedmiotów i zdarzeń, zdolność odczuwania bólu, racjonalność (jako zdolność do rozwiązywania nowych problemów o pewnym stopniu złożoności), umiejętność porozumiewania się, samoświadomość, pojęcie ja.
Stworzenie definicji empirycznej nie kończy się na ustaleniu wyróżników. Następny etap jej budowy polega na namyśle, w jaki sposób rozważana istota ma wylistowane cechy prezentować. Chodzi mianowicie o to, czy ma je mieć aktualnie, czy też wystarczy, że ma je potencjalnie.
Dopiero znalezienie wyróżników osoby moralnej i ustalenie sposobu spełnienia tychże pozwala na zastosowanie budowanej definicji. Zastosowanie takie przyniosłoby z kolei odpowiedź na pytanie, czy płody ludzkie należą do osób, a jeśli tak, to czy do osób aktualnych, czy potencjalnych.
Dla przykładu uznanie choćby konieczności spełnienia wymienionej powyżej listy wyznaczników w akcie oznacza, że nie przyznaje się statusu osoby moralnej płodowi ludzkiemu, który posiada je jedynie potencjalnie. Podobnie za osobę moralną nie zostałby wtedy uznany człowiek w stanie wegetatywnym.

## Krytyka
Lista wyróżników zazwyczaj jest podobna, opiera się na podobnych intuicjach etycznych. W podanym wyżej przykładzie wymienione wyznaczniki nie tylko stanowią cechy nie przysługujące płodom, ale także noworodkom ludzkim. Nie ma bowiem żadnych dowodów na posiadanie przez noworodka czy niemowlę ludzkiej świadomości odczuwającej ani samoświadomości. Natomiast potoczna intuicja moralna (a na takiej miała się opierać empiryczna definicja osoby moralnej) zazwyczaj uznaje noworodki czy niemowlęta ludzkie za osoby.
Z drugiej strony opieranie się na intuicji może prowadzić do błędów. Dobry przykład stanowi tutaj dżdżownica. Zwierzę to, przecięte na dwie części, zwija się w konwulsjach. Zdaje się cierpieć. Jednakże silniej wygina się część dystalna, pozbawiona głowy i mózgu. Brane przez człowieka za dowody cierpienia skurcze wynikają po prostu ze zniesienia hamującego wpływu wyższych ośrodków nerwowych i nie można utożsamiać ich z odczuwaniem bólu. Nie ma w ogóle żadnych dowodów, by dżdżownica cokolwiek czuła i istnieją poglądy uznające, że jest ona pozbawiona zdolności odczuwania. Skoro więc intuicje prowadzą do wniosków błędnych, zachodzi potrzeba użycia jakiegoś miernika, który pozwoliłby na wybranie wyróżników. Część bioetyków sądzi że takiego biernika może dostarczyć jedynie odpowiednia teoria etyczna.